# Jaroslav Čermák
Jaroslav Čermák (Prag, 1. rujna 1831. – Pariz, 23. travnja 1878.), češki slikar poznat po slikama povijesne tematike. Mnoga njegova djela izložena su u Narodnoj galeriji u Pragu. 

## Životopis
Rođen je 1. rujna 1831. u Pragu u obitelji praškog liječnika. Godine 1847. se upisuje na prašku akademiju umjetnosti. Slikarstvo je studirao u Pragu, Njemačkoj, Belgiji i Parizu. Poslije 1848. godine putovao je po Njemačkoj i Belgiji te postao jedini učenik belgijskog slikara Louisa Galleta. Na izložbi svoje slike "Slovački iseljenici" u Bruxellesu je izazvao pažnju belgijskog kralja Leopolda I. Od 1858. godine posebno se počeo zanimat za slavenstvo. Tako je najprije obišao Moravsku, a nakon toga i Hrvatsku, Dalmaciju, Hercegovinu i Crnu Goru. Nakon što je 1862. drugi put dolazio u Crnu Goru Nikola I. Petrović Njegoš mu je uručio posebno odlikovanje.
Sudjelovao je 1862. oko Cetinja u borbama protiv Turaka te je bio odlikovan medaljom za hrabrost. Umro je 23. travnja 1878. godine u Parizu. U Hrvatskoj je utjecao na Vlahu Bukovca.

## Galerija
- Husiti brane prolaz
- Protureformacija (1854.)
- Crnogorka (1865.)
- Indijanka.
- Hercegovka.